# Belhaven (Caroline du Nord)
Pour les articles homonymes, voir Belhaven.
Belhaven est une commune américaine du comté de Beaufort, dans l'État de la Caroline du Nord.

## Démographie
Avec 1 688 habitants en 2010, elle est la seconde commune la plus peuplée du Beaufort, derrière Washington, chef-lieu du comté.

## Géographie
Située dans la région dite de l'Inner Banks, elle se trouve sur la rive Nord de la rivière Pungo. La commune s'étend sur 5,4 km2.

## Monuments
Son hôtel de ville est classé au Registre national des lieux historiques depuis 1981.